# خوان اورول
خوان اورول (اسپانیایی: Juan Orol‎; ۴ اوت ۱۸۹۷ – ۲۶ مهٔ ۱۹۸۸) کارگردان فیلم، بازیگر و فیلم‌نامه‌نویس اسپانیایی-مکزیکی بود.
وی با عناوینی چون «پادشاه فیلم نوآر مکزیک» و «سورئالیست غیرارادی» شهرت داشت و یکی از پیشگامان فیلم‌های صدادار و سبک فیلم‌سازی رومبراس در دوران طلایی سینمای مکزیک بود. فیلم‌های او را امروزه فیلم کالت می‌دانند.